# Eletroluminescência

Animação de um LCD, com e sem retroiluminação.

A Eletroluminescência (EL) é um fenômeno óptico e elétrico durante o qual um material emite luz em resposta a uma corrente elétrica que o atravessa, ou a um forte campo elétrico. Deve distinguir-se a emissão de luz por causa da temperatura (incandescência) e por causa da ação de produtos químicos (quimioluminescência).